# Scinax
Scinax är ett släkte av groddjur. Scinax ingår i familjen lövgrodor.

## Dottertaxa tillScinax, i alfabetisk ordning[1]
- Scinax acuminatus
- Scinax agilis
- Scinax albicans
- Scinax alcatraz
- Scinax altae
- Scinax alter
- Scinax angrensis
- Scinax arduous
- Scinax argyreornatus
- Scinax ariadne
- Scinax aromothyella
- Scinax atratus
- Scinax auratus
- Scinax baumgardneri
- Scinax berthae
- Scinax blairi
- Scinax boesemani
- Scinax boulengeri
- Scinax brieni
- Scinax cabralensis
- Scinax caldarum
- Scinax camposseabrai
- Scinax canastrensis
- Scinax cardosoi
- Scinax carnevallii
- Scinax castroviejoi
- Scinax catharinae
- Scinax centralis
- Scinax chiquitanus
- Scinax constrictus
- Scinax crospedospilus
- Scinax cruentommus
- Scinax curicica
- Scinax cuspidatus
- Scinax danae
- Scinax dolloi
- Scinax duartei
- Scinax elaeochrous
- Scinax eurydice
- Scinax exiguus
- Scinax faivovichi
- Scinax flavidus
- Scinax flavoguttatus
- Scinax funereus
- Scinax fuscomarginatus
- Scinax fuscovarius
- Scinax garbei
- Scinax granulatus
- Scinax hayii
- Scinax heyeri
- Scinax hiemalis
- Scinax humilis
- Scinax ictericus
- Scinax jolyi
- Scinax jureia
- Scinax karenanneae
- Scinax kautskyi
- Scinax kennedyi
- Scinax lindsayi
- Scinax littoralis
- Scinax littoreus
- Scinax longilineus
- Scinax luizotavioi
- Scinax machadoi
- Scinax maracaya
- Scinax melloi
- Scinax nasicus
- Scinax nebulosus
- Scinax obtriangulatus
- Scinax oreites
- Scinax pachycrus
- Scinax parkeri
- Scinax pedromedinae
- Scinax peixotoi
- Scinax perereca
- Scinax perpusillus
- Scinax pinima
- Scinax proboscideus
- Scinax quinquefasciatus
- Scinax ranki
- Scinax rizibilis
- Scinax rostratus
- Scinax ruber
- Scinax similis
- Scinax squalirostris
- Scinax staufferi
- Scinax strigilatus
- Scinax sugillatus
- Scinax trapicheiroi
- Scinax trilineatus
- Scinax tupinamba
- Scinax uruguayus
- Scinax wandae
- Scinax v-signatus
- Scinax x-signatus